# RAMS Professional Education
RAMS Professional Education（람즈 프로페셔널 에듀케이션、약칭 RPE）는 성우 프로덕션인 람즈 부속의 성우 양성소. 도쿄교와 오사카교가 존재한다.

## 개요
「성우는 엔터테인먼트」 라는 컨셉으로, 2004년에 도쿄교가, 2005년에 오사카교가 개교.
양성소이지만 다른 전문학교나 양성소 졸업자를 대상으로 한 오디선・프로듀스 기관으로서의 성격이 강하고, 소속 성우의 능력이나 연기의 성격은 RPE 입학 전 출신교에 크게 영향을 받는 경향이 있다. 예는 아래를 참조.
- 오사카 예술대학：미루노 쥰
- 종합학원 휴먼 아카데미：쿠로이와 나나, 미야자키 우이
- 도쿄 뮤직＆미디어아트 나오미：이노우에 나나
- 토호학원 예술단기대학：쇼지 유이
- 일본 고카쿠인 전문학교：사이토 모모코, 키베 쇼타
- 일본 나레이션 연기 연구소：오미 토모에
- 요요기 애니메이션 학원：아베 레이코、사카이 카나코、난죠 요시노

## 주 출신자

### 1기생
- 아베 레이코
- 이노우에 나나
- 오미 토모에
- 사이토 모모코
- 쇼지 유이
- 나카모토 노부히사
- 橋本明典
- 후세 마사히데
- 호리 타카유키
- 미야자키 우이
- 미루노 쥰
- 하루카 히토미

### 2기생
- 쿠로이와 나나
- 사카이 카나코
- 난죠 요시노
- 키베 쇼타 (2007년 4월 부터, 람즈와 업무 제휴)

## 같이 보기
- 람즈